# Cołdanki
Cołdanki – osada  w Polsce położona w województwie pomorskim, w powiecie chojnickim, w gminie Chojnice.
Stara kaszubska wieś, obecnie osada,  jest częścią składową sołectwa Nowy Dwór-Cołdanki.
W latach 1975–1998 miejscowość administracyjnie należała do województwa bydgoskiego.

## Historia
Historia osady sięga XIV wieku, nazwa w brzmieniu „Soldansgut” notowana jest od roku 1339. Nazwa wsi pochodzi od nazwiska jej pierwszego właściciela Soldana. Tak więc Soldan z przyroskiem gut (dobra, majątek ziemski) tworzą nazwę wsi. Adaptacja nazwy niemieckiej do języka polskiego nastąpiła około XVII wieku, pojawia się wówczas nazwa Coldanki .

W roku 1337 rzeczonemu  wyżej Soldanowi komtur tucholski Dytryk von Łicktenkeim wydał  10 włók na własność na prawie chełmińskim. Dwadzieścia lat później kolejne 12 włók leżące przy Ogorzelinie dodał Winryk von Kniprode, mistrz wielki krzyżacki.

W wieku XIX obszar wsi wynosił 1281 mórg, domów mieszkalnych było 16, mieszkańców 81 osób, w tym jak podaje nota SgKP: katolików 60, ewangelików 21, parafia ewangelicka była w  Chojnicach.